# كينيث أوكيف

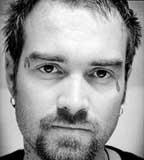
كينيث أوكيف

كينيث نيكولز أوكيف ((بالإنجليزية: Kenneth O'Keefe)‏؛ ولد في 21 يوليو 1969) مواطن وناشط أمريكي إيرلندي فلسطيني وجندي سابق في مشاة البحرية الأمريكية ومن قدامى المحاربين في حرب الخليج. في عام 2001، أضرم النار في جواز سفره الأمريكي. وفي وقت لاحق، قاد حركة الدرع البشري إلى العراق 2002–2003 وكان راكبا على متن السفينة مافي مرمرة خلال غارة أسطول غزة 2010، حيث نزع سلاح اثنين من قوات الكوماندوز الإسرائيلية التي صعدت على متن السفينة، مما أدى إلى مواجهة قتل فيها عشرة نشطاء أتراك.
وفقا لمركز قانون الحاجة الجنوبي أوكيف يلقي الخطب على جماعات تفوق العرق الأبيض ويؤيد ديفيد دوك.

## المسيرة العسكرية
عمل أوكيف كجندي بحرية للولايات المتحدة في حرب الخليج. وبحسب موقعه على شبكة الإنترنت فقد تم تسريحه «لانه تحدث علنا عن اساءة استخدام السلطة من قبل» رؤسائي«وبالتالي دفعت ثمنا باهظا وادركت ان الشرف والاستقامة هما خيرات كثيرا ما يعاقبان بدلا من مكافأتهما وان قوات المارينز زودتني باول طعم جدي للظلم».

## حركة الدرع البشري للعراق
في ديسمبر 2002، بدأ أوكيف مجموعة «حركة الدرع البشري للعراق». وبقصد «جعل قصف» العراق مستحيلا سياسيا من خلال وضع المدنيين الغربيين «كدروع» في مواقع غير عسكرية، سافر حوالي 75 ناشطا برا من لندن إلى بغداد في حافلتين من طابقين. جادل منتقدو الدروع البشرية بأن مهمتهم لن تحمي سوى صدام حسين. وقال أوكيف إن «شعب العراق» سيعاني أكثر من غيره من الحرب واعترف علنا بأن حسين «ديكتاتور عنيف». في أوجها كان هناك حوالي 300 درع بشري في بغداد، ولكن بسبب التحديات الداخلية، مع الديكتاتورية العراقية و‌ترحيل أوكيف من العراق، تضاءلت الأعداد.

## مشاركته في أسطول غزة
في يونيو 2010، كان أوكيف على متن السفينة مافي مرمرة. وخلال غارة أسطول غزة، كان أحد الركاب الذين نزعوا سلاح أحد قوات كوماندوز الجيش الإسرائيلي التي كانت تستقل السفينة. وقال أوكيف إنه نزع سلاح مسدس عيار 9 ملم كان يحمله، وأزال رصاصاته قبل أن يخفي المسدس بنية الاحتفاظ به كدليل على العمل الإسرائيلي ضد السفينة. وقال أوكيف إنه ساعد فيما بعد في نزع سلاح جندي آخر من جنود الجيش الإسرائيلي في السفينة، عن طريق انتزاع أصابع الكوماندوز من البندقية التي كان يحملها.
وقال أوكيف عن التجربة التي كانت مثل «القتال ولكن من دون أسلحة قتالية». وقال «كان في حوزتنا الكاملة ثلاثة مغاوير منزوعى السلاح وعاجزين تماما» كانوا«محاطين بما لا يقل عن 100 رجل... كان بإمكاننا أن نفعل أي شيء معهم»، مضيفا أن «المرأة قدمت الإسعافات الأولية الأساسية، وفي النهاية أطلق سراحهم وضربوا وكدموا بالتأكيد، لكن على قيد الحياة، واستطاعوا ان يعيشوا يوما آخر».
ووفقا ل‍غريتا برلين، المتحدثة باسم حركة غزة حرة التي شاركت في الأسطول، فإن أوكيف «كان مسؤولا عن بعض الوفيات على متن مافي مرمرة. ولو لم ينزع سلاح جندي إرهابي إسرائيلي لما بدأوا بإطلاق النار».
وقد نشر شريط فيديو يظهر وجهه الملطخ بالدماء لدى وصوله إلى إسطنبول. في 6 يونيو 2010، اتهم الجيش الإسرائيلي أوكيف بأنه «متطرف مناهض لإسرائيل» و«عميل لمنظمة حماس الإرهابية». وذكر الجيش الإسرائيلي انه كان سيدخل قطاع غزة من اجل «تشكيل وتدريب وحدة كوماندوز للمنظمة الارهابية الفلسطينية». فأجاب: «إذا كان بحوزتهم إرهابي مفترض، فلماذا أطلقوا سراحي بحق الجحيم؟» واعترف بأنه عقد اجتماعات مع رئيس الوزراء إسماعيل هنية وغيره من كبار مسؤولي حماس.

## ديفيد دوك
شكل أوكيف ارتباطًا وثيقًا مع ديفيد ديوك. وفقًا لمركز قانون الحاجة الجنوبي، "ظهر أوكيف في برنامج ديوك الإذاعي في فبراير 2013، حيث ناقش الشريكان، وفقًا لديوك،" المؤتمر الدولي حول الهوليوودية الذي دعا إليه حامد غشقاوي. إنه يكشف السيطرة الصهيونية على هوليوود التي لا تروج فقط للأكاذيب حول أعداء التطرف اليهودي، ولكنها تسمم قلوب وعقول مئات الملايين من الناس في الغرب وفي جميع أنحاء العالم."

## آراءه السياسية
في برنامج قناة برس تي في الإيرانية، جدول الأعمال، نفى أوكيف، أثناء حديثه حول موضوع «أمريكا: هل هي امة متحضرة؟»، ان يكون قد تم ارتكاب هجمات 11 سبتمبر على يد أسامة بن لادن و‌الخاطفين الـ19. وادعى أنها كانت عمل داخلي وأن الحكومة الأمريكية ووكالات الاستخبارات، بما في ذلك الموساد، هي المسؤولة. وقد كرر هذا الرأي في مقال على موقعه الخاص على شبكة الإنترنت، جاء فيه أن «الموساد الإسرائيلي عمل مع خونة الخيانة العظمى في الحكومة الأمريكية لوضع متفجرات في البرجين التوأمين والمبنى رقم 7 في 11 سبتمبر من أجل التحريض على»الحرب على الإرهاب «الاحتيالية».
ظهر أوكيف، إلى جانب السياسية البريطانية جيني تونغ في حديث أسبوع الفصل العنصري الإسرائيلي في جامعة ميدلسكس في 23 فبراير 2012، قال خلاله: «لقد تورطت إسرائيل والموساد بشكل مباشر في 11 سبتمبر» وأنها «تواصل تعزيز إرهاب العلم الزائف... [إسرائيل] ليس لها مكان في هذا العالم. ويجب أن يكون في شكله الحالي، إذا كنت تريد مني أن استخدام بعض العبارات المهيجة، في شكلها الحالي ينبغي تدميرها». وأعقب خطاب أوكيف نقاش ساخن مع مؤيدي إسرائيل، بمن في ذلك نائب رئيس الاتحاد الصهيوني جوناثان هوفمان.

## وصلات خارجية
- World Citizen Ken O'Keefe official website
- Ken O'Keefe speaking at an anti-Zionist seminar, "The London Forum", 2015 على يوتيوب